# Feiras e Mafuás
Feiras e Mafuás é uma coletânea de crônicas de Lima Barreto, publicada postumamente, em 1953. Satírico, o livro tem como principal mote a descrição e reflexão crítica sobre a mudança na vida urbana do Rio de Janeiro, durante a República Velha. O livro é reconhecido como um marco da "crônica da modernidade" e da crítica ao autoritarismo do governo por Barreto.
A coletânea é composta entre outras da crônica "Feiras e Mafuás", que narra as feiras populares organizadas durante festas juninas e critica os governantes do período republicano, que proibiram a realização das feiras. A proibição deu-se pela prioridade que o governo buscava dar a eventos considerados da modernidade, representando o lema republicado "ordem e progresso". Para Barreto, tal qual expõe na crônica, a decisão promoveu a erosão da cultura do povo e a sobrevalorização de práticas de consumo influenciadas pelo modo de vida europeu; segundo ele:
| “ | Veio a República, e logo as novas autoridades acabaram com aquela folgança de mês. A república chegou austera e ríspida. Ela vinha armada com a Política Positiva, de Comte, e com os seus complementos: um sabre e uma carabina... | ” |